# Petar Kirov
Petar Kirov (Kalchevo, Bulgaria, 17 de septiembre de 1942) es un deportista búlgaro retirado especialista en lucha grecorromana donde llegó a ser campeón olímpico en México 1968 y Múnich 1972.

## Carrera deportiva
En los Juegos Olímpicos de 1968 celebrados en México ganó la medalla de oro en lucha grecorromana estilo peso mosca, por delante del luchador soviético Vladimir Bakulin (plata) y del checoslovaco Miroslav Zeman (bronce). Cuatro años después, en las Olimpiadas de Múnich 1972 volvió a ganar el oro en la modalidad de 52 kg.